# Зубков Руслан Владиславович
Руслан Владиславович Зубков (24 листопада 1991 року; Одеса, Україна) — український футболіст, захисник.

## Ігрова кар'єра
Вихованець СДЮШОР «Чорноморець» (Одеса). З 2008 року грав у складі команди «Чорноморець-2» в чемпіонаті Одеси. У професійному футболі дебютував у армянському «Титані» (Друга ліга) 25 липня 2009 року, вийшовши на заміну на 89-й хвилині у матчі проти свердловського «Шахтаря» (1:0). У складі «Титану» ставав переможцем чемпіонату України 2009/10 серед команд другої ліги.
З 2010 року грав в овідіопольському «Дністрі», а після його розформування — в ФК «Одеса».
У 2012 році Зубков переїхав в Азербайджан, де грав у командах «Туран» і АЗАЛ. У сезоні 2013/14 футболіст виступав у складі команди «Араз-Нахчиван», з якою виграв місцеву першу лігу і перейшов в азербайджанську Прем'єр-лігу. Після декількох місяців у вищому дивізіоні нахчиванський клуб знявся з розіграшу Прем'єр-ліги. Зубков разом з усіма партнерами по команді отримав статус вільного агента.
Взимку 2015 року футболіст повернувся на Україну, де продовжив кар'єру в маріупольському «Іллічівці». В українській Прем'єр-лізі дебютував 27 лютого того ж року у грі з «Чорноморцем». У наступному матчі у ворота луганської «Зорі» забив дебютний гол у вищому дивізіоні. Всього до кінця чемпіонату провів у складі маріупольців 9 матчів. Після закінчення сезону проходив перегляд у складі новачка Прем'єр-ліги «Олександрії», проте контракт так і не був підписаний.
У вересні 2015 підписав контракт з клубом Другої ліги «Реал Фарма», у складі якого дебютував 12 вересня в виїзному матчі проти «Кременя». Всього за клуб провів 8 матчів, забив 4 голи
У лютому 2016 року перейшов в кіровоградську «Зірку». У складі команди став чемпіоном Першої ліги України. У січні 2017 року залишив клуб..

## Родина
Батько Владислав Вікторович Зубков і дід Віктор Захарович Зубков — колишні футболісти.

## Досягнення
- Переможець Першої ліги України (1): 2015/16